# Yapa
Ogólnopolski Studencki Przegląd Piosenki Turystycznej „YAPA” (lub po prostu Yapa) – cykliczna impreza o charakterze konkursu piosenki, odbywająca się od 1974 roku w Łodzi, najczęściej w drugi lub trzeci weekend marca. Organizatorami są Studencki Klub Turystyczny PŁazik, Studenckie Radio Żak Politechniki Łódzkiej oraz SKPB Łódź (od 1999 roku). Na Yapie prezentowana jest muzyka z nurtu piosenki turystycznej, studenckiej, autorskiej i poezji śpiewanej.

## Historia
Pretekstem do powstania imprezy z piosenką turystyczną w Łodzi, był sukces Studenckiego Klubu Turystycznego PŁazik na III Ogólnopolskim Turystycznym Przeglądzie Piosenki Studenckiej Bazuna. Wtedy członkowie PŁazika z Włodzimierzem Hemplem i Zenkiem Jankiem na czele podjęli się organizacji podobnego konkursu. Przy pomocy technicznej członków Studenckiego Radia Żak zorganizowano pierwszą edycję przeglądu 16–17 marca 1974 roku, który wówczas nazywał się „ÓĆ”. Swoją obecną nazwę festiwal zawdzięcza pierwszemu plakatowi, który był reprodukcją ryciny z podręcznika medycznego, przedstawiającą otwartą szczękę człowieka. Na koniec pierwszej edycji wybrano nazwę „YAPA”, która została wymalowana na plakatach zdobiących scenę.
W szybkim czasie Yapa stała się fenomenem kultury studenckiej w Łodzi i w kraju. Częścią tego fenomenu były wielodniowe kolejki po karnety na imprezę. Stąd Yapę '77 zorganizowano w hali zakładów „Polanil” przy ul. Dąbrowskiego, aby pomieścić większą ilość chętnych. Wielu wykonawców z nurtu piosenki studenckiej popularność zdobywało na Yapie. Wśród nich są m.in.: Elżbieta Adamiak, Olek Grotowski, Bogusław Nowicki czy Wolna Grupa Bukowina. W latach 70. prócz przeglądu piosenki organizowano również kabaretony. Wtedy na scenie prezentowali się m.in. Salon Niezależnych, Wały Jagiellońskie czy Trzeci Oddech Kaczuchy. 
Do 1989 roku Yapy nie zorganizowano 2 razy- w 1979 roku (bez wyraźnej przyczyny), oraz w 1982 roku (z powodu trwania stanu wojennego). W latach 80. podczas Yapy prezentowali się z sukcesami tacy wykonawcy jak Wojciech Wiśniewski, Stare Dobre Małżeństwo, Bez Idola czy Bez Jacka.
Po przemianach ustrojowych w Polsce, zainteresowanie Yapą malało. Pomimo tego, że przegląd przestał skupiać rzesze studentów, zaczął w większym stopniu skupiać miłośników piosenki żeglarskiej, poezji śpiewanej i przede wszystkim piosenki autorskiej. Od 1997 roku Yapa jest w całości transmitowana w radiu, z racji wejścia Studenckiego Radia Żak w eter. Od 2001 obecna jest również transmisja video, całości transmitowana w Internecie przez TVi Lodman.
W 2020 roku, na 3 dni przed rozpoczęciem 45. edycji odwołano przegląd, w związku z wprowadzeniem obostrzeń związanych z pandemią COVID-19. W związku z tym zorganizowano specjalną edycję "Yapa: Home Office". Zorganizowano ekipy, które do radia i Internetu transmitowało występy w Łodzi, Gdańsku, Warszawie i we Wrocławiu.To wydarzenie zostało nagrodzone Plastrem Kultury 2020 w kategorii "wydarzenie muzyczne roku".

## Miejsca organizacji Przeglądu
Przegląd na przestrzeni lat kilkukrotnie zmieniał miejsce organizacji, w większości wypadków mieszczących się na terenie kampusu Politechniki Łódzkiej, bądź w jego bezpośrednim sąsiedztwie. 
- Sala kinowa Społecznego Domu Studenckiego PŁ (1974–1976, 1978, 1980–1986, 1993–2004)
- hala zakładów „Polanil” (1977)
- Hala sportowa Studium Wychowania Fizycznego PŁ (1987–1992, 2005–2015)
- Stara hala Międzynarodowych Targów Łódzkich (2016–2017)
- Zatoka Sportu PŁ (2018–2019, 2023-)

Ponadto, koncerty edycji 44 i 2/3. odbywały się w Radiu Łódź, w Studiu Koncertowym im. Henryka Debicha, zaś Yapa: Daleko od domu, odbyła się w pensjonacie „Przystanek Zofiówka” w Zofiówce, jako jedyna edycja „Yapy” poza Łodzią.

## Konkurs
Głównym wydarzeniem przeglądu są koncerty konkursowe, w którym biorą udział wykonawcy wybrani przez jury konkursowe. Do 1998 roku przed samą „Yapą” (najczęściej w czwartek) odbywały się przesłuchania na żywo, z udziałem publiczności. Od 1999 roku jury obraduje kilka tygodni przed „Yapą”, słuchając wcześniej nadesłanych propozycji. 
Obecnie wykonawcy podzieleni są na dwie grupy, jedna grupa prezentuje się na scenie podczas pierwszego, piątkowego koncertu, druga w sobotę podczas drugiego, popołudniowego koncertu. Każdy wykonawca wykonuje dwie piosenki. Występy oceniane są przez jury konkursowe, oraz publiczność. W sobotni wieczór, na początku trzeciego koncertu ogłaszana jest lista nominowanych do udziału w niedzielnym koncercie laureatów. W niedzielę jury ogłasza wyniki, potem zaś nagrodzeni po raz kolejny prezentują swoje utwory na scenie.

## Lista edycji i nagrodzonych
Jury konkursowe przyznaje wyróżnienia, oraz 3 nagrody główne. Prócz tego może przyznawać Grand Prix konkursu, które jest najważniejszym wyróżnieniem Yapy. Ponadto organizatorzy konkursu (PŁazik, Żak i SKPB) przyznają własne nagrody. Istnieje także nagroda publiczności. Od 2015 roku specjalne jury przyznaje Nagrodę im. Małgosi Zwierzchowskiej, dla „najciekawszej osobowości artystycznej konkursu”.
| Edycja (Rok)                                                                                | Grand Prix | I Nagroda | II Nagroda | III Nagroda |
| ------------------------------------------------------------------------------------------- | --- | --- | --- | --- |
| OPPT "UĆ" (I) (1974)                                                                        | - | AST WAT (piosenki do śpiewania), Ela Adamiak i Dorota Woźniakowska (piosenki do słuchania), Hawiarska Koliba z Krakowa (Główna nagroda w konkursie zespołów) | | |
| 2. Yapa (1975)                                                                              | - | Miśka Kondratowicz i Stanisław Wawrykiewicz (piosenki do słuchania) | | |
| 3. Yapa (1976)                                                                              | - | Adam Drąg, WAR, Wątli Kołodzieje, Grupa Toruń, Jan Borowicz | | |
| 4. Yapa (1977)                                                                              | Browar Żywiec | | | |
| 5. Yapa (1978)                                                                              | zespół Zezowaty Piskorz | | | |
| W roku 1979 "Yapa" nie odbyła się                                                           | | | | |
| 6. Yapa (1980)                                                                              | Grupa „R” | | | |
| 7. Yapa (1981)                                                                              | - | Iwona Piastowska z zespołem Grupa z Placu Wilsona, Marcin Pyda | | |
| W roku 1982 "Yapa" nie odbyła się ze względu na ogłoszony 13 grudnia 1981 roku stan wojenny | | | | |
| 8. Yapa (1983)                                                                              | Tomasz Opoka | | | |
| 9. Yapa (1984)                                                                              | PASSS… | | | |
| 10. Yapa (1985)                                                                             | - | Brat, Stare Dobre Małżeństwo | | |
| 11. Yapa (1986)                                                                             | Mariusz Zadura | Rozwód | | |
| 12. Yapa (1987)                                                                             | - | | Elekt, Krystyna Możejko, Wołosatki | |
| 13. Yapa (1988)                                                                             | - | Wołosatki | | |
| 14. Yapa (1989)                                                                             | - | Leonard Luther | | |
| 15. Yapa (1990)                                                                             | Leszek Kopeć | | | |
| 16. Yapa (1991)                                                                             | - | Pietruś Grafoman | | |
| 17. Yapa (1992)                                                                             | Kinga Jarzyna | | | |
| 18. Yapa (1993)                                                                             | - | Przyjaciele Maksyma | | |
| 19. Yapa (1994)                                                                             | - | 4 Pory RoQ, Smak Jabłka | | |
| 20. Yapa (1995)                                                                             | - | Między Nami i Na Wariackich Papierach | | |
| 21. Yapa (1996)                                                                             | - | Incognito | | |
| 22. Yapa (1997)                                                                             | - | Za Pięć Dwunasta | | |
| 23. Yapa (1998)                                                                             | - | | | |
| 24. Yapa (1999)                                                                             | - | Bez Cukru, Do czasu, Saskia | | |
| 25. Yapa (2000)                                                                             | Saskia | | | |
| 26. Yapa (2001)                                                                             | - | Yez Kiez Sirumem | | |
| 27. Yapa (2002)                                                                             | - | Dom o Zielonych Progach, Dylemat, Anna Górywoda | | |
| 28. Yapa (2003)                                                                             | Ola Kazimierczyk z grupą Zgórmysyny | | | |
| 29. Yapa (2004)                                                                             | - | Joanna Kondrat z zespołem | | |
| 30. Yapa (2005)                                                                             | - | 4 Pory RoQ | 2/5 Contem | Pod Dudą, Sławomir Kusz, Krótko i na temat |
| 31. Yapa (2006)                                                                             | Towarzystwo Powiększania Wyobraźni | | | |
| 32. Yapa (2007)                                                                             | - | Cisza Jak Ta | | |
| 33. Yapa (2008)                                                                             | - | Pod Dudą | | |
| 34. Yapa (2009)                                                                             | Basia Beuth | Grupa Furmana | Szczyt Możliwości | Pomysły znalezione w trawie |
| 35. Yapa (2010)                                                                             | - | Qusz, Chwila Nieuwagi | Rozdwojenie jaźni | Myśli rozczochrane wiatrem zapisane |
| 36. Yapa (2011)                                                                             | - | Wyspy Dobrej Nadziei, Maria i Julia Kępisty | 4razywroku, Jednym Słowem | oJ taM |
| 37. Yapa (2012)                                                                             | - | Nad Porami Roku | Pod Wiatr | 4razywroku, Latający dywan |
| 38. Yapa (2013)                                                                             | - | Mateusz Rulski-Bożek | Nieobecni | Katarzyna Rajewska i Andrzej Wawrzyniak |
| 39. Yapa (2014)                                                                             | Shantażyści | Sekcja Muzyczna Kołłątajowskiej Kuźni Prawdziwych Mężczyzn z Olą | M3 | Drużyna Wawrzyna, Anna Dziedzic, Piotr Kędziora |
| 40. Yapa (2015)                                                                             | - | Albo i Nie | Zuzanna | Póki co |
| 41. Yapa (2016)                                                                             | - | Monika Kowalczyk, Nic Wielkiego | Oreada i Paduchy | Łukasz Jędrys, Kapela z Przypadku |
| 42. Yapa (2017)                                                                             | - | Oreada | Anna Dziedzic | Klub Piosenki Artystycznej A PRIORI |
| 43. Yapa (2018)                                                                             | - | Jan i Klan | Teatr Piosenki Młyn | Bez Hałasu, Kasia Abramczyk |
| 44. Yapa (2019)                                                                             | - | Oczybaszki | Wbrew Pozorom | Duet Gunia Marańda, Irena Salwowska |
| 45. Yapa Home Office (2020)                                                                 | Ze względu na pandemię, Yapa dobyła się w formule Home Office. Koncerty gwiazd odbyły się w różnych lokalizacjach w całej Polsce i były transmitowane w internecie. Wykonawcy zakwalifikowani do konkursu zostali ocenieni przez jurorów podczas kolejnej edycji przeglądu. | Ze względu na pandemię, Yapa dobyła się w formule Home Office. Koncerty gwiazd odbyły się w różnych lokalizacjach w całej Polsce i były transmitowane w internecie. Wykonawcy zakwalifikowani do konkursu zostali ocenieni przez jurorów podczas kolejnej edycji przeglądu. | Ze względu na pandemię, Yapa dobyła się w formule Home Office. Koncerty gwiazd odbyły się w różnych lokalizacjach w całej Polsce i były transmitowane w internecie. Wykonawcy zakwalifikowani do konkursu zostali ocenieni przez jurorów podczas kolejnej edycji przeglądu. | Ze względu na pandemię, Yapa dobyła się w formule Home Office. Koncerty gwiazd odbyły się w różnych lokalizacjach w całej Polsce i były transmitowane w internecie. Wykonawcy zakwalifikowani do konkursu zostali ocenieni przez jurorów podczas kolejnej edycji przeglądu. |
| 44 i 2/3. (2021)                                                                            | - | Paraluzja | Michał Wojtusik | 032 Band, Marta Śliwa, Klub Piosenki A PRIORI |
| Yapa: Daleko od domu (2022)                                                                 | - | Falochron | Peron Wędrowny | Z tylu chmur |
| 48. Yapa (2023)                                                                             | - | Hania Czajkowska | Spotkanie Na Szczycie, Pojazzja | W Międzyczasie |
| 49. Yapa (2024)                                                                             | - | Przedwieczór | Meritum | Na Poddaszu, Hawiarska Koliba |
| 50. Yapa (2025)                                                                             | - | Słowodaję | Szumiłąka, Trzecia Miłość | Na Poddaszu, Ta Jedna Chwila |